# 角犀鳥屬
是犀鸟目犀鸟科下的一個屬，为分佈在亞洲的大型犀鳥。目前下屬三個物種。

## 分類歷史
本屬為瑞典自然學家卡尔·林奈於1758年《自然系統》內描述的屬之一。其模式種後續在1882年由美國動物學家丹尼尔·吉罗·艾略特指定為馬來犀鳥。其屬名來自拉丁語的，意指「有像公牛一般的角」。

## 保育狀況
除被列入附录Ⅰ的所有种，其他被列為《瀕危野生動植物種國際貿易公約》附錄二的物種，被限制出口及貿易。

## 物種
角犀鳥屬的物種如下：
- 马来犀鸟 Buceros rhinoceros Linnaeus, 1758
- 双角犀鸟 Buceros bicornis Linnaeus, 1758
- 栗色犀鳥 Buceros hydrocorax Linnaeus, 1766

盔犀鳥曾被分類在此屬中，但現今名錄都會將之分類在其單型的盔犀鳥屬。

## 外部連結
- 维基共享资源上的相關多媒體資源：角犀鳥屬
- 維基物種上的相關：角犀鳥屬